# ACS Bucovina Pojorâta
ACS Bucovina Pojorâta este o echipă de fotbal din Pojorâta, județul Suceava. În prezent echipa evoluează în Liga a IV-a.
Aceasta în sezonul 15-16 a promovat în al doilea eșalon al fotbalului romanesc.
Atunci a promovat la limită învingând cu scorul de 2-1 contracandidata directă la promovare.
În liga 2 a României a rezistat doar un sezon retrogradanand la finalul acestuia.
În acel sezon a avut o victorie istorica în fața Rapid București. Atunci "Bucovinenii " s-au impus cu scorul de 2-1 la Pojorata. 

## Lotul actual
La 27 februarie 2016.
| Nr. |                   | Poziție | Jucător                                         |
| --- | ----------------- | ------- | ----------------------------------------------- |
| 1   | România           | P       | Ionuț Puianu                                    |
| 2   | România           | F       | Daniel Cristescu                                |
| 4   | România           | F       | Andu Moisii (împrumutat de la CSMS Iași)        |
| 5   | România           | M       | Traian Jarda (căpitan)                          |
| 6   | Republica Moldova | F       | Vasile Vițu                                     |
| 7   | România           | M       | Răzvan Acostăchioae (împrumutat de la Viitorul) |
| 8   | România           | M       | Ionuț Jugaru                                    |
| 9   | România           | A       | Marius Coman                                    |
| 10  | România           | M       | Vlad Stănescu                                   |
| 11  | România           | A       | Valentin Buhăcianu                              |
| 14  | România           | M       | Alexandru Nuțescu                               |

| Nr. |         | Poziție | Jucător            |
| --- | ------- | ------- | ------------------ |
| 15  | România | M       | Robert Pâslaru     |
| 16  | România | F       | Ionuț Duțică       |
| 17  | România | F       | Andrei Răuță       |
| 20  | România | A       | Alexandru Marin    |
| 21  | România | M       | Cornel Căinari     |
| 28  | România | M       | Claudiu Juncănaru  |
| 30  | România | P       | Raul Pop           |
| 24  | România | M       | Robert Martin      |
| 96  | România | F       | Sebastian Țârțârău |
| —   | România | M       | Ionuț Vicliuc      |

## Oficialii clubului
| Funcție                   | Nume                  |
| ------------------------- | --------------------- |
| Președinte onorific       | Ioan Bogdan Codreanu  |
| Președinte                | Ilie Supernat         |
| Vicepreședinte            | Aurel Moraru          |
| Secretar                  | Cătălin Blanariu      |
| Membru comitetul director | Alexandru Grigorovici |
| Administrator             | Sorinel Bosancu       |
| Administrator             | Dumitru Vițelaru      |

| Funcție            | Nume            |
| ------------------ | --------------- |
| Antrenor principal | Dănuț Mândrilă  |
| Antrenor secund    | Bogdan Grosu    |
| Antrenor secund    | Mihăiță Székely |

## Realizări
Liga III
- Campioni (1): 2014-15